# Kanton Épernay-1
Épernay-1 is een kanton van het Franse departement Marne.
Het telt 26 389 inwoners in 2017.

## Geschiedenis
Het kanton omvatte tot 2014 uitsluitend een deel van de gemeente Épernay. Ingevolge het decreet van 21 februari 2014, met uitwerking op 22 maart 2015, werd het kanton aanzienlijk uitgebreid. De gemeente Mardeuil werd overgeheveld van het kanton Épernay-2. Met uitzondering van de gemeente Cormoyeux werd het kanton Ay opgenomen alsook Nanteuil-la-Forêt van het op die dag eveneens opgeheven kanton Châtillon-sur-Marne. Deze gemeente maakte deel uit van het arrondissement Reims tot het per decreet van 29 maart 2017 met ingang van 31 maart werd overgeheveld naar het arrondissement Épernay, waar de overige gemeenten van het kanton al deel van uitmaakten.
Op 1 januari 2016 fuseerden Ay, Bisseuil en Mareuil-sur-Ay tot de commune nouvelle Aÿ-Champagne en Louvois en Tauxières-Mutry tot Val de Livre. Hierdoor liep het aantal gemeenten in het kanton terug van het oorspronkelijke aantal van 21 tot het huidige 18.

## Gemeenten
Het kanton Épernay-1 omvat de volgende gemeenten:
- Ambonnay
- Avenay-Val-d'Or
- Aÿ-Champagne
- Bouzy
- Champillon
- Cumières
- Dizy
- Épernay (deels)
- Fontaine-sur-Ay
- Germaine
- Hautvillers
- Magenta
- Mardeuil
- Mutigny
- Nanteuil-la-Forêt
- Saint-Imoges
- Tours-sur-Marne
- Val de Livre